# Jaculellinae
Jaculellinae es una subfamilia de foraminíferos bentónicos de la familia Hippocrepinidae, de la superfamilia Hippocrepinoidea, del suborden Hippocrepinina y del orden Astrorhizida. Su rango cronoestratigráfico abarca desde el Caradociense (Ordovícico superior) hasta la Actualidad.

## Discusión
Clasificaciones previas hubiesen incluido Jaculellinae en el suborden Textulariina del orden Textulariida.

## Clasificación
Jaculellinae incluye a los siguientes géneros:
- Aciculella †
- Arenosiphon †
- Jaculella
- Kechenotiske †
- Sansabaina †
- Tasmanammina †

Otros géneros considerados en Jaculellinae son:
- Aciculina, sustituido por Aciculella
- Tipeammina